# Мангеттенський міст
Мангеттенський міст (англ. Manhattan Bridge) — підвісний міст у місті Нью-Йорк, що розташований над Іст-Ривер та з'єднує Нижній Мангеттен і Бруклін.
Міст був побудований 1909 року і відкритий 31 грудня 1909 року. Сягає довжини 2089 м, довжина основного прольоту — 448 метрів.
Міст розташований між Бруклінським і Вільямсбурзьким мостами. Мангеттенський міст — двоярусний. На верхньому ярусі розташована дорога для легкового транспорту, по дві смуги в кожну сторону. По нижньому рівню проходять гілки B, D, N і Q Нью-йоркського метро (чотири залізничні шляхи), а також є тротуари для пішоходів і велосипедні доріжки.

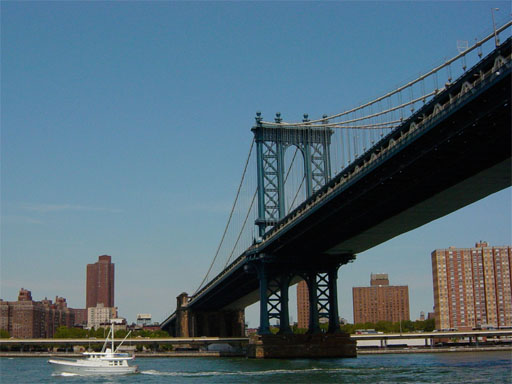
Мангеттенський міст. Мангеттен
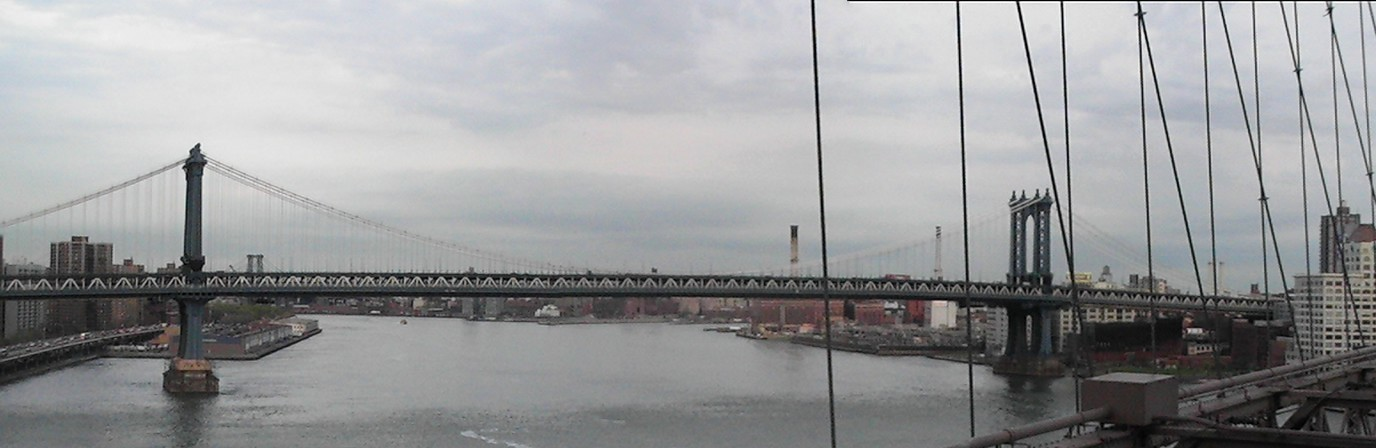
Мангеттенський міст. Панорама
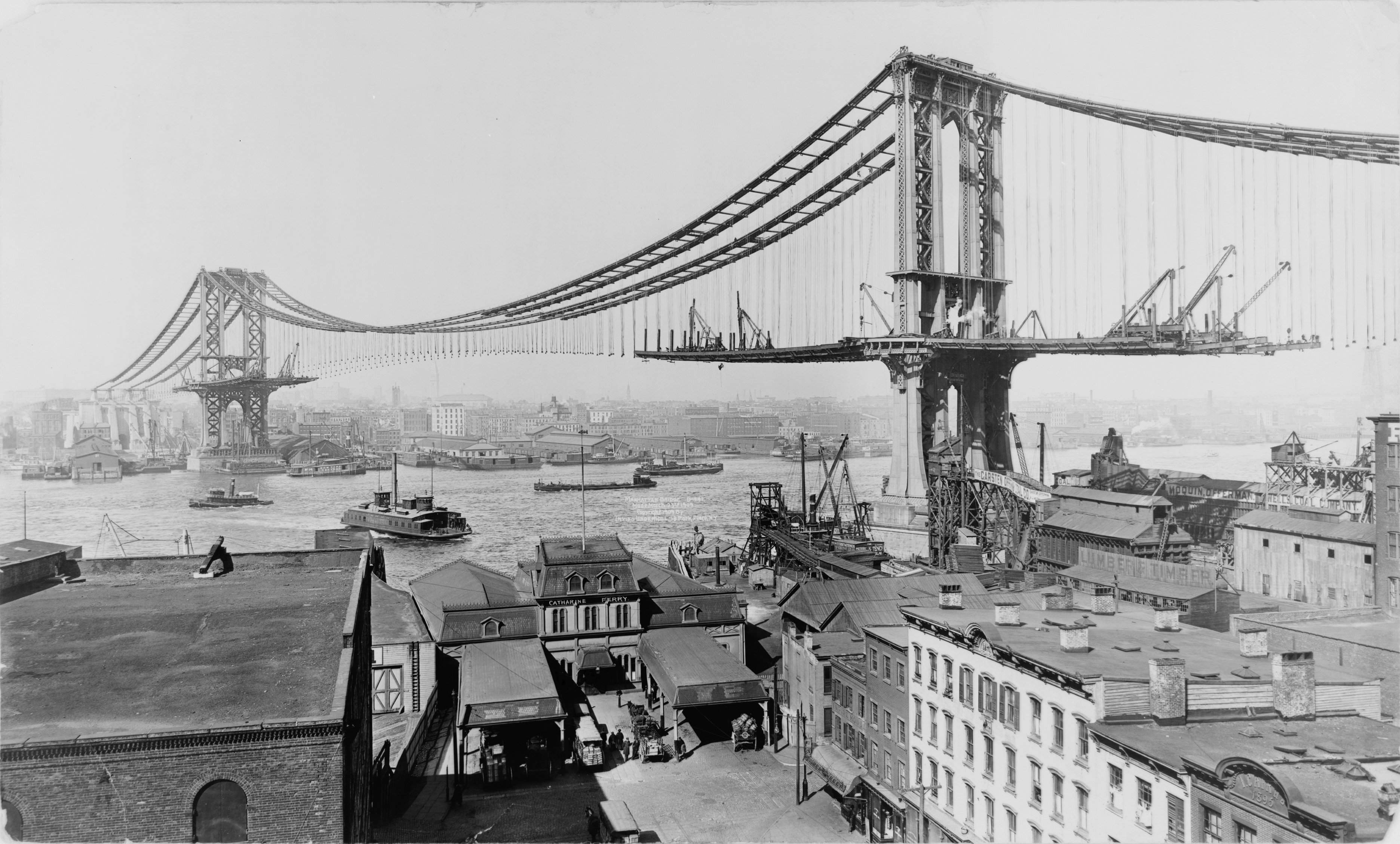
Будівництво моста, 1909